# Festival européen du théâtre lycéen francophone
 (avril 2012).
Si vous disposez d'ouvrages ou d'articles de référence ou si vous connaissez des sites web de qualité traitant du thème abordé ici, merci de compléter l'article en donnant les références utiles à sa vérifiabilité et en les liant à la section « Notes et références ».
Le Festival européen du théâtre lycéen francophone est un festival de théâtre lycéen organisé chaque année depuis 2004 à Saint-Malo.

## Présentation
Le festival anciennement appelé "Fetlyf" a été rebaptisé "Lycéen sur les planches" en 2016. Il est organisé par l'association FETLYF en collaboration avec les Lycées Maupertuis et Jacques Cartier de Saint-Malo, avec le soutien de la ville, du théâtre de Saint-Malo, du Conseil Régional de Bretagne et de la Maison Internationale des Poètes et des Écrivains.
Il se déroule durant une semaine au théâtre de la ville de Saint-Malo. Chaque année, ce sont plus d'une dizaine de groupes étrangers et quelques groupes français qui viennent partager le théâtre francophone avec les Malouins. Ainsi, le festival célèbre le théâtre, la langue française, la jeunesse et l'entente européenne.
Si des classements étaient autrefois émis par un jury, de fortes rivalités entre les groupes participants ont mené à l'arrêt de ces classements, le FETLYF servant avant tout à faire connaître le théâtre et à réunir des comédiens de différents pays et cultures.
De nombreuses activités se déroulent au cours du festival, un repas proposant les traditions culinaires de chaque pays invité, des ateliers théâtraux avec des professionnels, et enfin, un spectacle de clôture rassemblent traditionnellement tous les spectacles lors de la dernière soirée.
Le festival est en grande partie géré par les lycéens eux-mêmes qui se présentent bénévoles pour l'encadrer, ainsi que pour accueillir les élèves étrangers.

## Les éditions

### Édition 2011
Cette édition 2011 a regroupé 13 groupes étrangers (Espagne, Estonie, Italie, Île Maurice, Roumanie, Slovénie, République Tchèque) et 7 groupes français pour offrir un programme de 3 jours pour fêter le théâtre francophone.

### Édition  2012
L'édition 2012 s'est déroulée du 21 au 24 mars
Pays présents : Espagne, Estonie, Grèce, Italie, Île Maurice, Moldavie, Roumanie, Russie, Serbie, Slovénie, République Tchèque, Tunisie et bien sûr France. 
Les gagnants 2012 :
- Pays étrangers : 
  - Italie - Gênes - Lycée Martin-Luther-King
  - Slovénie - Ljubljana - Gimmazija Joseta Plecnika
  - Estonie - Tallinn - M.T.U Rahukas
- Coupe de cœur : Russie - Kostroma - Collège de la Culture
- Lycée français : Lycée Maupertuis de Saint-Malo

(...)

### Édition  2019
L’édition 2019 du festival « Lycéens sur les planches » était consacrée aux lumières quelles qu’elles soient, au Théâtre L’Hermine de Saint-Malo du 25 au 29 mars. 
Quinze troupes ont participé :
- Bulgarie : lycée Romain-Rolland (d) de Stara Zagora
- Hongrie : lycée Mihály-Horváth de Szentes,  lycée Ferenc-Kölcsey de Budapest
- Île Maurice : lycée La Bourdonnais de Curepipe
- Roumanie : lycée économique Virgil-Madgearu de Galați
- République tchèque : lycée Božena-Němcová de Hradec Králové, lycée Cyril-et-Méthode de Prostějov
- Russie : Smolensk
- Serbie : Novi Sad, Zaječar
- Slovénie : II. Gimnazija de Maribor
- Tunisie :  lycée Tahar-Sfar de Mahdia
- Turquie : lycée Tevfik-Fikret d'Ankara

- France : Combourg (lycée F.-R. de Chateaubriand), Saint-Malo (lycée Jacques-Cartier, lycée Maupertuis, lycée les Rimains)

### Édition 2022
Après deux années de suspension dues à la pandémie de COVID-19, le Festival « Lycéens sur les planches » s'est déroulé au théâtre l’Hermine du 4 au 8 avril à Saint-Malo.
Les troupes participantes venaient des établissements suivants :
- Lycée Bréquigny, Rennes avec Cendrillon, adaptation d’après Joël Pommerat, et Expérience de théâtre sensoriel autour de Phèdre
- Lycée l’Institution, Saint-Malo avec Les Diablogues, adaptation d’après Roland Dubillard
- Lycée Chateaubriand, Combourg avec Fleur de Vie, Création collective
- lycée Jacques-Cartier, Saint-Malo avec Générations, Création collective
- Lycée Les Rimains, Saint-Malo avec Réfugiés, Création collective
- Lycée Maupertuis, Saint-Malo avec Migraaaants, adaptation d’après Matei Vișniec
- Théâtre du Mensonge, Saint-Malo, Range ta chambre, Création collective

### Édition 2023
Des délégations étrangères sont de retour du 20 au 24 mars au théâtre L’Hermine sur le thème de la jeunesse.
- Bulgarie : lycée Romain-Rolland (d) de Stara Zagora (Les Aventuriers du Théâtre francophone), Quoi ? Bulgarie ? de Sylvia Doncheva
- Espagne : I.E.S Virgen del Carmen, Jaén, Les traces du déracinement, adaptation d’après l’œuvre de Alfredo Sanzol (es), Francesca Sanna
- Île Maurice : lycée La Bourdonnais de Curepipe, avec Paradis Blues, adaptation d’après l’œuvre de Shenaz Patel
- République tchèque : 
  - lycée Božena-Němcová de Hradec Králové, Juste la fin du monde, adaptation d’après l’œuvre de Jean-Luc Lagarce
  - lycée Cyril-et-Méthode de Prostějov avec 2123, adaptation d’après l’œuvre de Serge Jochum (d) et Contretemps, adaptation d’après l’œuvre de Jean-Paul Doeraene (d)
- France
  - Lycée Chateaubriand, Combourg : Vous ne l'emporterez pas avec vous, adaptation d’après l’œuvre de Frank Capra
  - Lycée Les Rimains, Saint-Malo : Tout n’est qu’ordre et beauté, Pierrick Villanné (d)
  - Parcours Bis La Passagère, Saint-Malo : Les têtes à claques, création collective
  - Lycée Jacques-Cartier, Saint-Malo : Molière in love, adaptation d’après l’œuvre de Laura Annawyn Shamas (d)
  - Théâtre du mensonge, Saint-Malo (Lycées Maupertuis, Jacques-Cartier, Institution) : La reine qui riait pas, Création collective
  - Lycée Institution, Saint-Malo : Je me souviens, adaptation d’après l’œuvre de Georges Perec
  - Lycée Maupertuis, Saint-Malo : Les Fâcheux, adaptation d’après l’œuvre de Molière
  - Collège Chateaubriand, Saint-Malo : Rhinocéros, adaptation d’après l’œuvre d’Eugène Ionesco